# Mazerolles-du-Razès
Mazerolles-du-Razès – miejscowość i gmina we Francji, w regionie Oksytania, w departamencie Aude.
Według danych na rok 1990 gminę zamieszkiwało 179 osób, a gęstość zaludnienia wynosiła 22 osoby/km² (wśród 1545 gmin Langwedocji-Roussillon Mazerolles-du-Razès plasuje się na 729. miejscu pod względem liczby ludności, natomiast pod względem powierzchni na miejscu 849.).

## Zabytki
Zabytki w miejscowości posiadające status Monument historique:
- kościół Wniebowzięcia (Église de l'Assomption)
- croix de chemin